# 地方競馬全国協会
地方競馬全国協会（ちほうけいばぜんこくきょうかい、英称：National Association of Racing）は、競馬法に基づく特殊法人として1962年8月1日に設立され、2008年1月1日からは競馬法の改正により、地方競馬主催者の共通の利益となる事業等を実施する公的な地方共同法人として、従前どおり「地方競馬の公正かつ円滑な実施の推進を図るとともに、馬の改良増殖その他畜産の振興に資すること」を目的とした業務を行う。オッズパークと提携している。

## 業務概要

### 馬主・競走馬の登録
地方競馬に出走する競走馬とそれを所有する馬主の登録を行う。

### 調教師、騎手等の免許
地方競馬の騎手・調教師・調教師補佐の資格試験ならびに免許の交付を行う。また、主催者等が行う厩務員の認定についても調査・支援を行う。なお、いずれの資格も協会が運営する地方競馬教養センターにおいて養成を行っている（後述）。

### 開催執務委員の派遣及び研修
競馬の公正を確保するため、裁決・決勝審判・発走といった競馬開催業務の専門知識と技術を持った職員を各競馬場に派遣する。また、専門知識等の向上を目的に、開催執務委員の養成のための研修も行う。

### 競馬の公正化促進と運営改善
主催者や競馬関係団体が実施する競馬の公正化促進と運営改善のための事業に対して助成を行う。

### 競馬関係者の表彰
地方競馬で活躍した競走馬や調教師・騎手等の競馬関係者、地方競馬の発展に顕著な功績があった人や馬を表彰するため「NARグランプリ」を行う。また、重賞等で優秀な成績を収めた競馬関係者に対して、理事長賞を授与する。

### 企画・広報及び競馬振興策等の推進
地方競馬の地域及び地域間における連携協調の在り方や地方競馬を活性化させるための事業等について企画・調査するほか、競馬の開催日程や競馬番組等について、主催者や関係者間の調整を図りつつ、必要な施策を推進する。
また、地方競馬のインフラ整備として、①地方競馬のトータリゼータシステムの一本化や日本中央競馬会との相互発売のためのシステム開発、②全国の競馬場の競走成績や売上げなどの情報を一括管理する情報システムの開発・運用、③それらの情報と地方競馬の映像配信ネットワークシステムを統合したネットワークシステムを構築し、売上の拡大、迅速な情報提供及び開催業務の事務合理化を推進する。
さらに、地方競馬に関する資料、話題等をマスコミ等に提供するほか、ホームページでは、各競馬場レース情報等をリアルタイムで掲載するなどの広報活動を実施する。

### 競馬活性化事業
主催者が相互の連携を促進し、地方競馬の活性化に資する方策を実施することにより収支の改善を図ることを目的とする競馬活性化事業に対して補助を行う。

### 畜産振興事業に対する補助
主催者からの交付金を原資に、馬の改良増殖推進事業をはじめ各種の畜産振興事業に対して補助を行う。

### 競走馬生産振興事業に対する補助
軽種馬資源を安定的に確保し、競馬施行の円滑な推進に資するため、軽種馬の生産・改良事業、衛生事業、流通事業等に対して補助を行う。

### 調教師・騎手等の養成及び訓練と競馬専門職員の養成
騎手など地方競馬を担う人材を養成するため、地方競馬教養センターを設置している。
ここでは調教師・騎手などの養成・訓練のほか、主催者等の職員を対象とした競馬開催業務の研修、さらには馬に関する研修や実習の手伝いも行う。

## 沿革
- 1962年8月1日 競馬法に基づく特殊法人として設立。
- 2005年11月25日 特殊法人等改革推進本部参与会議は地方競馬全国協会を解体し、各地方競馬が出資する共同法人組織として運営を一元化する改革案を示した。
- 2008年1月1日 2007年6月6日に競馬法が改正されたことにより、特殊法人から地方共同法人に移行した。

## 地方競馬におけるシリーズ競走等

### GRANDAME-JAPAN（グランダム・ジャパン）
2010年に創設されたグランダム・ジャパンは、全国各地の牝馬重賞競走を世代別に体系づけ、着順に応じて付与されるポイント合計点の上位3頭にボーナス賞金を授与するもので、地方競馬の優れた牝馬が活躍する舞台を広げることとともに、有力馬の交流促進による魅力的な牝馬競走を提供することを目的に実施している。

### ダービーシリーズ
2006年から2023年まで実施されていた各地のダービー競走をシリーズ化したダービーシリーズ。種牡馬所有者の協賛のもと、各競走の優勝馬のオーナーに種牡馬の種付け権利が付与される。地方競馬全国協会では、ダービーシリーズ優勝馬のジャパンダートダービー出走を促進する出走奨励金を競馬活性化事業の一環として拠出している。

### スーパースプリントシリーズ（SSS）
2011年から2023年まで実施されていた競走距離1,000メートル以下のレースのみで構成されるスーパースプリントシリーズ。トライアル6戦およびファイナルの計7戦で実施され、超短距離戦で能力を発揮する異才の発掘と、各地方競馬場で実施可能な最短距離を極力活かすためのワンターン（コーナー通過が3〜4コーナーのみ）のスプリント戦によるシリーズである。なお、地方競馬全国協会では、トライアル優勝馬がファイナルでも優勝した場合の馬主褒賞金を競馬活性化事業の一環として拠出する。

### 3歳秋のチャンピオンシップ（3YO Autumn Championship）
2017年から2023年まで実施されていた3歳秋のチャンピオンシップは、各地の3歳主要重賞競走を戦った有力馬が10月に実施されるダービーグランプリへと集結し、地方競馬の3歳王者の座を競うもので、各対象競走に設定された3つのカテゴリに応じて優勝馬主に対するボーナス賞金が設けられている。

### 未来優駿
全国各地で行われる2歳競走をピックアップし、活躍馬が2歳ダートグレード競走(JBC2歳優駿・兵庫ジュニアグランプリ・全日本2歳優駿）、さらには3歳クラシック競走へ駒を進めることで、魅力ある競走の実施、競走体系の整備促進に資することを目指し、2008年に創設された。

### JBC
ジャパンブリーディングファームズカップは、ダート競走の魅力の向上を通じて、地方競馬の発展や競走馬の生産振興を図ることを目的に、2001年に創設された。
2020年から、新たにJBC2歳優駿（JpnIII）が加わり、JBCクラシック・JBCスプリント・JBCレディスクラシックのJpnI3競走と併せて、4つのダートグレード競走で構成される。日本国内のダート界を牽引する有力馬たちが一堂に会し、各カテゴリーのチャンピオン戦が一度にまとめて開催されることから、”ダート競馬の祭典”と位置付けられてる。

### 地方競馬ジョッキーズチャンピオンシップ
各地のリーディングジョッキーが地方競馬No.1ジョッキーを目指す競走の一つとし、JRAで実施されるワールドオールスタージョッキーズ（国際騎手招待）に推薦する地方競馬代表騎手の選定競走で、地方競馬全国協会内に設置された「招待競走地方競馬代表騎手選定委員会」により概要を定め、2005年より実施している。

### ヤングジョッキーズシリーズ（YJS）
全国の若手騎手の注目度を一段と高め、騎乗数の増加および騎乗技術の向上を図るとともに、年末の地方および中央競馬双方を盛り上げるため、地方および中央所属の若手騎手による「ヤングジョッキーズシリーズ」を2017年より実施。本シリーズは、全国の地方競馬場で実施する「トライアルラウンド」と年末の「ファイナルラウンド」で構成され、ファイナルラウンドの出場騎手は、トライアルラウンドの成績上位の騎手から選定される。

### レディースジョッキーズシリーズ
2006年に創設され、地方競馬における平地競走女性騎手を対象に行われる。3競馬場で2競走ずつ計6競走で行われ、各ラウンドごとでの順位を決定する。その順位を元にポイントを付け、合計ポイントで優勝を争う。